# 黄圃水道
黄圃水道，位于中华人民共和国广东省中山市北部黄圃镇境内，南起大坝头以西的丘头，接鸡鸦水道，蜿蜒向北至黄圃镇的翡翠半岛折向东，至马新联围以北，右岸分出平洲沥后转向东北，至三星围汇入洪奇沥水道。全长11.5千米，可通航50～80吨位船舶。